# Hải Dương (Provinz)
Hải Dương ist eine  Provinz (tỉnh) von Vietnam. Sie liegt im Norden des Landes in der Region Delta des Roten Flusses.
Von 1968 bis 1996 bildete sie zusammen mit der benachbarten Provinz Hưng Yên die Provinz Hải Hưng.

## Bezirke
Hải Dương gliedert sich in zwölf Bezirke:
- 10 Landkreise (huyện): Bình Giang, Cẩm Giàng, Gia Lộc, Kim Thành, Kinh Môn, Nam Sách, Ninh Giang, Thanh Hà, Thanh Miện und Tứ Kỳ

- 1 Stadt auf Bezirksebene (thị xã): Chí Linh
- 1 Provinzstadt (Thành phố trực thuộc tỉnh): Hải Dương (Hauptstadt)